# Classe SO-1
La classe SO'1 (en russe : Projet 201) (coréen :급 초계정), est une classe de patrouilleur , construite d'abord en Union soviétique puis en Corée du Nord pour la marine populaire de Corée .

## Historique
Les premières unités ont été construites au chantier naval de Khabarovsk dès 1960 pour la marine soviétique. Dans cette première époque, 6 à 8 navires ont été transférés à la Corée du Nord et, depuis 1968, ils ont été construits directement en Corée du Nord . 3 était en service dans la marine irakienne au début de la guerre du Golfe de 1991. Au milieu des années 90, 19 étaient actifs et, selon les dernières données, 18 restent en activité.